# Belocephalus
Belocephalus là một chi côn trùng thuộc họ Tettigoniidae. Chi này có các loài sau:
- Belocephalus micanopy
- Belocephalus sleighti